# اندیس خاک صنعتی قشلاق کهریز محبعلی
خاک صنعتی قشلاق کهریز محبعلی یک اندیس غیرفلزی است که در حوالی شهر اشتهارد استان قزوین قرار دارد و مادهٔ معدنی موجود در آن، خاک صنعتی است. سنگ میزبان این اندیس ریولیتهای آلتره شده سازند کرج است و دیرینگی آن به دوران ائوسن می‌رسد.